# Dir (stato)
Lo Stato di Dir (noto anche come stato di Dhir) fu uno stato principesco del subcontinente indiano, avente per capitale la città di Dir.

## Geografia
Gran parte dello stato si trovava nella valle del fiume Panjkora, che si originava dalle montagne dell'Hindu Kush e che raggiungeva il fiume Swat presso Chakdara. A parte alcune piccole aree a sudest, lo stato di Dir era una zona prevalentemente montuosa con picchi alti sino a 5000 metri nell'area nordest e fino a 3000 metri al confine con l'Afghanistan ed il Chitral.

## Storia

### Epoca antica
Lo stato di Dir prese il proprio nome dall'insediamento principale della regione, Dir appunto, dove si trovava il palazzo del sovrano.
I territori attorno a Dir erano popolati per la maggior parte da tribù Pakhtuns, dal XIV secolo. I Pakhtun erano suddivisi in diversi clan (khels), spesso in guerra tra loro. I tre grandi clan che conquistarono la zona erano detti complessivamente Yusafzai (Paindakhel, Sultankhel, Osakhel, Nasirdinkhel), Tarkanrai. Il territorio dello stato di Dir era popolato dal XVI secolo anche dai Malizai, una sottotribù degli Yusufzai, che presero il controllo dellazona assimilado i costumi delle tribù che precedentemente l'abitavano (Dilzak nel Bajour; Jandool; Maiden e Swatis dalle aree ad est di Panjkora)
Dal XVIII secolo una parte del Painda khel, presso la valle del Nihag (area tributaria di Panjkora), divenne un punto focale per il commercio tra Chitral e l'Afghanistan.

### I primi khan
Lo stato principesco venne fondato nel XVII secolo come khanato musulmano da Akhund Baba (noto anche come Mulla Ilyas), capo del clan Pakhtun, e governato poi dai suoi discendenti. Un membro della famiglia Painda, Mulla Ilyas, venne riconosciuto capo spirituale per i suoi meriti religiosi, fatto che gli procurò il titolo di Abhund ("studioso" in persiano) Baba. Grazie al suo carisma, Akhund riuscì ad acquisire una posizione preminente nella tribù Malizai e fondò il villaggio di Dir. I suoi successori, oltre a conservare la città, ne espansero i confini, dando vita al primo embrione politico di entità autonoma che diverrà in seguito il vero e proprio stato principesco. Il clan di Mulla Illas Khan prese il nome di Akhund khel dal nome del suo progenitore, e andò a creare una vera e propria dinastia col titolo di khan. Ad ogni modo sino alla fine del XIX secolo, il dominio della famiglia rimase limitato all'alto Dir.

### Il governo di Jandool ed il forte locale
Muhammad Umara Khan prese il potere uccidendo suo fratello all'interno del forte militare locale e gli succedette come khan di Jandol. Il forte di Jandol controllava un'area strategica verso il confine con l'Afghanistan.
Nel 1881 il regnante di Dir, Muhammad Sharif Khan, venne scacciato da Khan Umra, khan di Jandool, il quale conquistò le aee di Dir, Swat e Malakand. Nel 1895, ad ogni modo, mentre le forze di Umara Khan erano assediate, una forza militare inglese proveniente da Malakand decise di unirsi alla loro causa e Muhammad Sharif Khan decise di sfruttare l'occasione in quella che divenne nota come Spedizione di Chitral. Durante questa spedizione Sharif Khan siglò un accordo col governo britannico secondo il quale egli avrebbe riottenuto il proprio trono in cambio del mantenimento per gli inglesi della strada commerciale per Chitral. Gli inglesi vinsero la guerra ed esiliarono Umara Khan. Come riconoscimento per l'aiuto prestato, Sharif Khan ottenne l'intero Dir e la parte meridionale dello Swat.

### I nawab
Nel 1897 i sovrani del Dir ottennero il titolo ereditario di nawab il quale, dopo il primo sovrano, passò per successione a suo figlio Aurangzeb Badshah Khan (soprannominato Charha Nawab) che governò tra il 1904 ed il 1925. Nel 1906 suo fratello minore, Miangul Jan (Munda Khan), tentò invano di conquistare per sé il potere con l'assistenza del khan di Barwa, Sayed Ahmad Khan, ex alleato di Mohammad Sharif. Un secondo tentativo lo fece nel 1913 e questa volta riuscì a prendere il potere, ma per breve tempo, in quanto già dal 1914 Aurangzeb riottenne il governo di Dir. Anche l'altro figlio di Mohammad Sharif, Mohammad Isa Khan, tentò nel 1915 di assediare Dir alleandosi col khan di Barwa, ma Aurangzeb riuscì a conservare il proprio trono.
Alla morte di Aurangzen nel 1925, il titolo passò al suo primogenito, Mohammad Shah Jahan Khan, che venne supportato dal governo inglese contro le fazioni rivali capeggiate da suo fratello Alamzeb Khan. Alamzeb venne esiliato nel 1928 per aver cospirato contro lo stato. Shah Jahan Khan rimase leale agli inglesi che lo nominarono cavaliere dell'Ordine dell'Impero Britannico nel 1933. Nel 1947, Jahan Khan inviò delle truppe di supporto in Pakistan durante la prima guerra del Kashmir, e nel 1948 unì il suo stato al Dominion del Pakistan. Nominò inoltre suo figlio Muhammad Shah Khan Khusro quale suo successore e gli altri suoi figli (Shahabuddin Khan e Mohammad Shah) al ruolo di governatori di differenti province.

### Pakistan
L'8 febbraio 1948, lo stato di Dir entrò a far parte del Pakistan, inizialmente come stato principesco formalmente indipendente. 
Le politiche degli ultimi nawab ad ogni modo si dimostrarono da subito reazionarie e dure. L'antropologo italiano Fosco Maraini, che visitò lo stato nel 1959 nel corso di una sua spedizione nell'Hindu-Kush, riportò l'opinione comune tra il popolo che il nawab Jahan Khan (che aveva 64 anni all'epoca) fosse un leader tirannico, il quale negava al suo popolo l'istruzione e la libertà di parola, governando col pugno di ferro e privando le famiglie delle migliori fanciulle per porle nel proprio harem. Maraini denotò tra l'altro l'evidente mancanza di scuole e la presenza di ospedali rudimentali. Il nawab venne negativamente comparato al wali di Swat, le cui politiche liberali avevano invece significativamente migliorato lo stato.
A breve si verificarono delle rivolte: la prima nel 1959, mentre quella successiva avvenne nel 1960 e portò alla morte di 200 soldati dopo che lo stesso nawab era stato messo in cattiva luce dalla stampa. Il generale Yahya decise di esiliare Jahan Khan, che morì nel 1968. Il suo trono passò nell'ottobre del 1961 a suo figlio, Mohammad Shah Khosru Khan, educato in India e maggiore generale dell'esercito pachistano. Ad ogni modo, il potere effettivo nello stato di Dir era nelle mani dell'agente politico del governo pachistano.
Il 28 luglio 1969, lo stato di Dir venne incorporato definitivamente nel Pakistan, cessando la sua esistenza politica.

## Governanti
| Tenure                           | Ruler                                                                       |
| -------------------------------- | --------------------------------------------------------------------------- |
| 1626–1676                        | Akhund Baba (Mulla Ilyas Khan)                                              |
| 1676–1752                        | Mulla Ismail                                                                |
| 1752–1804                        | Ghulam Khan Baba                                                            |
| 1804–1814                        | Khan Zafar Khan                                                             |
| 1814–1822                        | Khan Qasim Khan                                                             |
| 1822–1868                        | Khan Ghazzan Khan                                                           |
| ?                                | Ghasan Khan                                                                 |
| 1875–1886                        |                                                                             |
| 1870–1884                        | Khan Rahmat Allah (Rahmatullah) Khan (m. 1925)                              |
| 1886– deposition 1890            | Mohammad Sharif Khan (1848–1905) (first time) (n. 1848 - m. 1904)           |
| 1890– 1895                       | Mohammad Umara Khan (1850–1903), khan di Jandul, che annetté il Dir         |
| 1895 – December 1904             | Nawab Mohammad Sharif Khan (s.a.), dal 1897 Nawwab Bahadur Khan             |
| December 1904 – 1913             | Nawab Awrangzeb Badshah Khan (1ª volta) (m. 1925)                           |
| 1913–1914                        | Nawab Miangul Jan (n. 1914)                                                 |
| 1914 – febbraio 1925             | Nawab Awrangzeb Badshah Khan (2ª volta) (s.a.)                              |
| maggio 1925 – 9 novembre 1960    | Nawab Mohammad Shah Jahan Khan (n. 1890? - m. 1960; dal 3 giugno 1933, Sir) |
| dicembre 1947 - dicembre 1960    | Nawabzada Shahabuddin Khan (n. 1932) (Khan di Jandool)                      |
| 9 novembre 1960 – 28 luglio 1969 | Nawab Khosru Khan (n. 1936)                                                 |